# ريان لانغام
ريان لانغام (بالإنجليزية: Ryan Langham)‏ (مواليد 15 نوفمبر 1981) هو ملاكم أسترالي، مثّل بلاده في الألعاب الأولمبية الصيفية 2004.

## روابط خارجية
ريان لانغام على موقع بوكس ريك (الإنجليزية) (registration required)
- ريان لانغام على موقع أوليمبيديا (الإنجليزية)
- ريان لانغام على موقع اللجنة الأولمبية الأسترالية (الإنجليزية)